# Church of Anthrax
Church of Anthrax è un album discografico in studio collaborativo del musicista gallese John Cale e del compositore statunitense Terry Riley, pubblicato nel 1971.

## Tracce
Tutte le tracce sono di John Cale e Terry Riley, tranne la 3 scritta solo da Cale. La traccia 3 è anche l'unica con voce, le altre sono strumentali.
Side A
1. Church of Anthrax - 9:05
2. The Hall of Mirrors in the Palace at Versailles - 7:59

Side B
1. The Soul of Patrick Lee - 2:49
2. Ides of March - 11:03
3. The Protege - 2:52

## Formazione
- John Cale - tastiere, basso, piano, chitarra, viola, organo, clavicembalo
- Terry Riley - piano, organo, sax soprano
- Adam Miller - voce (traccia 3)
- Bobby Colomby opp. Bobby Gregg opp. David Rosenboom - batteria